# Limnospira
Genre
Limnospira est un genre de cyanobactéries (anciennement appelées « algues bleues ») des eaux chaudes peu profondes et saumâtres de la ceinture intertropicale qui font partie de la famille des Microcoleaceae. Commercialisées sous le nom de « spirulines » (« spirulina » en anglais), ces bactéries étaient auparavant classées, selon les auteurs, dans les genres Arthrospira ou Spirulina.

## Liste d'espèces
Selon World Register of Marine Species (17 août 2020) :
- Limnospira fusiformis (Voronichin) Nowicka-Krawczyk, Mühlsteinová & Hauer, 2019
- Limnospira indica (Desikachary & N.Jeeji Bai) Nowicka-Krawczyk, Mühlsteinová & Hauer, 2019
- Limnospira maxima (Setchell & N.L.Gardner) Nowicka-Krawczyk, Mühlsteinová & Hauer, 2019

## Taxonomie
Les différences importantes en termes de morphologie et de phylogénétique entre l'espèce-type du genre Arthrospira, Arthrospira jenneri (Stizenberger ex Gomont, 1892), et les espèces économiquement exploitées sous l'appellation générique « spiruline » ont conduit des chercheurs d'Europe centrale - la mycologue polonaise Paulina Nowicka-Krawczyk, et les Tchèques Radka Mühlsteinová et Tomáš Hauer - à proposer en 2019 la qualification d'un nouveau genre biologique, Limnospira, dans la famille des Microcoleaceae. Il regroupe différentes espèces qui se trouvent être toutes d'une utilisation et d'un potentiel industriels élevés, à savoir Limnospira fusiformis (syn. Spirulina fusiformis), Limnospira maxima (Arthrospira maxima), Limnospira indica (Arthrospira indica) et, probablement également, Limnospira platensis (Arthrospira platensis).